# Jochem Slothouwer
Jochem Slothouwer (Utrecht, 3 september 1938 – Amsterdam, 16 augustus 2009) was een hedendaags Nederlands componist, muziekpedagoog en musicus.

## Levensloop
Jochem Slothouwer studeerde piano en cello aan het Muzieklyceum te Amsterdam en directie en compositie aan de Universität für Musik und Darstellende Kunst "Mozarteum" te Salzburg. Tevens studeerde hij compositie aan het Oberlin College in Oberlin, Ohio, en privé bij Hans Werner Henze.
Als dirigent was hij in dienst aan het theater in Ulm en in Keulen. Hij was tevens assistent van Hans Werner Henze, maar had daarnaast ook werkzaamheden in Italië en de Verenigde Staten. Als gastdirigent was hij verbonden met de Nederlandse Opera, de omroepen in Hilversum en in het buitenland.
Gedurende enige jaren was hij directeur van het Muzieklyceum te Amsterdam. Na de fusie van de twee scholen trok hij zich uit het academische leven terug, en was sinds 1980 freelance componist en uitvoerend musicus. Alhoewel hij niet geregeld doceerde, besteedde hij gaarne tijd en energie aan jonge componisten en musici, en stimuleerde hen door zijn heldere observaties, sprankelende uitleg en doeltreffende suggesties.
Sinds het begin van de jaren tachtig leefde hij samen met pianiste Edith Grosz, met wie hij in 2008 in het huwelijk trad, in Amsterdam. Samen met haar en violist Isidor Lateiner, vormde hij voor meer dan 25 jaar de vaste kern van de populaire muziekserie "Rondje Romantiek".
Als componist schreef hij o.a. twee opera's, werken voor orkest, een pianoconcert, een celloconcert, tal van liederen, belangrijke bijdragen aan de piano literatuur, en veel kamermuziek. Zijn stijl kenmerkt zich door een opvallend melodische lyriek, ondersteund door een verwijd tonale, kleurrijke harmonische achtergrond en een vaak levendige en opzwepende ritmiek. Zijn werken vergen grote virtuositeit van de uitvoerder, in het bijzonder zijn solowerken voor cello en piano.

## Composities

### Werken voor solo-instrument en orkest
- 1977 Il ritorno d'Orfeo, voor cello solo, harp en strijkers
- 2008 Tarantula : a dance, voor piano en orkest

### Werken voor harmonieorkest
- 1987 Concert variations, voor piano en harmonieorkest
- 1991 Hymns and dances II
  1. Poco adagio
  2. Allegro
  3. Adagio
  4. Vivace
  5. Poco adagio

### Muziektheater

#### Opera's
| Voltooid in | titel                       | aktes   | première | libretto |
| ----------- | --------------------------- | ------- | -------- | --- |
| 1977-1978   | Trionfo d'amore sulla magia | 3 aktes |          | Annemarie Schlaebitz, naar Calderon de la Burca «el Mayor Encanto Amor» in de Italiaanse vertaling van Umberto Gandini |
| 1981?       | Daradiridatumtarides        | 2 aktes |          | Annemarie Schlaebitz "naar thema's van Andreas Gryphius" - Nederlandse vertaling: Pieter Goemans                       |

### Werken voor koren
- 1987 Hymns and dances, voor piano solo, gemengd koor en slagwerk

### Vocale muziek
- 1977 L' oroyson nostre-dame, voor mezzosopraan, dwarsfluit, harp, viool, altviool en cello - tekst; Christine de Pizan
- 1984 5 Fugetive songs, voor tenor en piano - tekst: John Keats
- 1987 Pole star, voor bas/bariton en piano - tekst: Archibald MacLeish

### Kamermuziek
- 1958 Strijkkwartet
- 1981 Trio (Trio I), per violino, viola e violoncello
- 1983 Sonata, voor viool en piano
- 1986 Ritratto (Trio II), voor dwarsfluit, hobo en harp
- 1988 Trio no. 3, voor viool, hoorn in F en piano
- Sonate, voor hobo en piano
- 1991 Ballade, voor altsaxofoon en piano
- 2000 Sonata voor altviool en piano

### Werken voor piano
- 1979 Canti percossi, voor piano vierhandig
- 1981 Toccate (opgedragen aan Edith Grosz en Rian de Waal)
- 2004 Ecce Giovanni (opgedragen aan Rian de Waal)
- 2007 Mosaico (opgedragen aan Edith Grosz)

### Overige solowerken
- 1981 Fantasia for cello solo
- 1988 4 Impromptus for violin solo